# دیزی مک‌کرکین
دیزی مک‌کرَکین (انگلیسی: Daisy McCrackin؛ زادهٔ ۱۲ نوامبر ۱۹۸۱) یک هنرپیشه، خواننده، ترانه‌سرا و آهنگ‌ساز اهل ایالات متحده آمریکا است. وی از سال ۲۰۰۰ میلادی تاکنون مشغول فعالیت بوده‌است.
از فیلم‌ها یا مجموعه‌های تلویزیونی که وی در آن‌ها نقش داشته است می‌توان به «آنجل» (۲۰۰۰) و «۳۰۰۰ مایل به گریسلند» (۲۰۰۱) اشاره نمود.